# Tần Tuyên công
Tần Tuyên công (chữ Hán: 秦宣公, trị vì 675 TCN-664 TCN), là vị vua thứ 12 của nước Tần - một chư hầu nhà Chu trong lịch sử Trung Quốc.
Ông là con trưởng của Tần Đức công, vua thứ 11 nước Tần. Năm 676 TCN, Đức công mất sau 2 năm trị vì, Tuyên công lên nối ngôi.
Năm 672 TCN, Tần Tuyên công xây dựng thành Mật Chỉ. Cùng năm, Tần Tuyên công giao tranh với Tấn Hiến công tại Hà Dương, đánh bại quân Tấn.
Năm 664 TCN, Tần Tuyên công qua đời, ở ngôi 12 năm. Ông bị vô sinh nên người em ông lên làm vua, tức là Tần Thành công.